# Bednarka (dopływ Ropy)
Bednarka – potok, prawobrzeżny dopływ Ropy o długości 25,07 km i powierzchni zlewni 70,33 km².
Potok płynie w Beskidzie Niskim i na Pogórzu Jasielskim. Jego źródła znajdują się na wysokości 570–620 m n.p.m., na wschodnich stokach Barwinoka oraz bezimiennych, zarośniętych szczytach na północ od Kornutów. Początkowo płynie zalesioną doliną w kierunku północnym, następnie, po opuszczeniu terenów leśnych, przepływa przez miejscowość Bednarka i zmienia kierunek na wschodni. W Woli Cieklińskiej powtórnie skręca na północ. Na Pogórzu Jasielskim przepływa przez Cieklin, Dzielec oraz Osobnicę. Uchodzi do Ropy na wysokości 228,3 m n.p.m. W środkowym i dolnym biegu silnie meandruje. Przewaga dopływów lewobrzeżnych nad prawobrzeżnymi.